# Неисторијски циклус
Неисторијски циклус епских народних песама чине епске песме које говоре о личностима и догађајима непознатим историји. Имају епски начин казивања, али опевају митове из обичног, свакодневног живота и помажу нам да упознамо друштвени живот људи тог времена, као и разна веровања и обичаје. Већи број ових песама подсећа на бајке. У њима су сачувани и многи елементи из народне и старе словенске митологије. Неисторијски циклус веома сликовито показује живот обичног човека притиснутог великим незнањем и предрасудама. Пред њим су се дешавале чудне и њему неразумљиве појаве: помрачивало се Сунце, падале су звезде, земљотреси су рушили куће, поплаве или суше уништавале усеве, а разне болести односиле најмилије. Пошто није могао да схвати и објасни појаве у природи он их је тумачио на примитиван начин, као дела свемоћних богова.
Међу најстаријим песмама овог циклуса налазе се оне о аждајама, змајевима, вилама и осталим створењима кроз која се огледају стара веровања из незнабожачког доба представљена кроз лепе песничке облике. После њих долазе песме из хришћанског периода, спомињу Богородицу, Христа, анђеле, пакао... Песме обично причају о жалосним догађајима о страдањима праведник и злочинима грешних. Неке песме су временом добиле карактер историјских песама зато што су догађаји о којима певају приписани познатим историјским личностима. То је, на пример, случај са песмама Женидба Душанова, Марко Краљевић и Мина од Костура и Зидање Скадра.
Најлепше песме овог циклуса су:
- Бог ником дужан не остаје,
- Свеци благо дијеле
- Јетрвица адамско колено,
- Наход Симеуна,
- Змија младожења и друге